# Bachanahalli, Alur
Bachanahalli là một làng thuộc tehsil Alur, huyện Hassan, bang Karnataka, Ấn Độ.